# Пухове
Пухове (Пухів, Опухове) — колишнє село в Україні Поліського району Київської області, що знято з обліку у зв'язку з відселенням мешканців унаслідок аварії на ЧАЕС.
Село розміщувалося за 16 км від колишнього районного центру Поліське (Хабне).

## Історія
Перша згадка про колонію Пухів датовано 1900 роком. Тоді власницька колонія Пухів Красятицької волості мала 28 двоірів та 152 мешканців (88 чоловіків та 66 жінок). Головним заняттям мешканців було землеробство. Земля належала Андрію Миколайовичу Гіжицькому та перебувала у оренді колоністами.
1926 року хутір Опухове (так у довіднику) Боберської сільради Хабенського району, мало 23 двори та 123 мешканці - 60 чоловіків та 63 жінки, усі українці.
1947 року хутір Пухове підпорядковувалося Вовчківській сільраді Розважівського району. Коли Розважівський район було ліквідоновано, село увійшло до складу Поліського району.
1986 року у селі налічувалося 127 дворів, тож населення ймовірно становило близько 300 осіб. Село мало регулярне планування - 4 прямих поздовжніх та 3 поперечних. Існувала ферма. Село підпорядковувалося Вовчківській сільській раді Поліського району. У 1989 році населення становило вже 275 осіб.
Село було виселене внаслідок сильного радіаційного забруднення після Чорнобильської катастрофи на початку 1990-х років та офіційно зняте з обліку 1999 року через відсутність населення.
Мешканців переселили до села Сомкова Долина.
Після Чорнобильської катастрофи село увійшло до 30-кілометрової зони відчуження.
Село було повністю знищено після відселення мешканців.
З лютого по квітень 2022 року село було окуповане російськими військами внаслідок вторгнення 2022 року.